# Río Dora Baltea
El río Dora Baltea (en francés: Doire baltée (oficial), en francoprovenzal Djouiye, en piamontés Deura) es un río del noroeste de Italia. Es un importante afluente del río Po, que nace en los Alpes, cerca del Mont Blanc, y atraviesa las regiones italianas del Valle de Aosta y del Piamonte. 
Su antiguo nombre latín era Duria Major.

## Afluentes
Los principales afluentes del Dora Baltea son (partiendo del nacimiento):
- En territorio valdostano:
  - Dora di Verney - afluente de la derecha, nace en el Vallone di La Thuile y desemboca cerca de Pré-Saint-Didier.
  - Dora di Valgrisenche - afluente de la derecha, nace en la Valgrisenche y desemboca cerca de Arvier.
  - Dora di Rhêmes - afluente de la derecha, nace en la val di Rhêmes y desemboca en el Savara cerca de Introd.
  - Savara - afluente de la derecha, nace en la Valsavarenche y desemboca cerca de Villeneuve.
  - Grand Eyvia - afluente de la derecha, nace en la val di Cogne y desemboca cerca de Aymavilles.
  - Buthier - afluente de la izquierda, nace en la Valpelline y desemboca cerca de Aosta.
  - Saint-Barthélemy - afluente de la izquierda, baña el Vallone di Saint-Barthélemy y desemboca en el Dora en Nus.
  - Torrente Clavalité - afluente de la derecha, baña Val Clavalité y desemboca en el Dora en Fénis.
  - Marmore - afluente de la izquierda, nace en la Valtournenche y desemboca cerca de Châtillon.
  - Évançon - afluente de la izquierda, nace en el Val d'Ayas y desemboca cerca de Issogne (en Fleuran).
  - Ayasse - afluente de la derecha, nace en el valle di Champorcher y desemboca en Hône.
  - Lys - afluente de la izquierda, nace en el valle del Lys y desemboca cerca de Pont-Saint-Martin.
- En territorio piamontés:
  - Chiusella - afluente de la derecha, nace en la Valchiusella y desemboca cerca de Strambino.
  - Assa - afluente de la derecha, nace en la Valchiusella, precisamente en el territorio de Brosso.